# La cumparsita

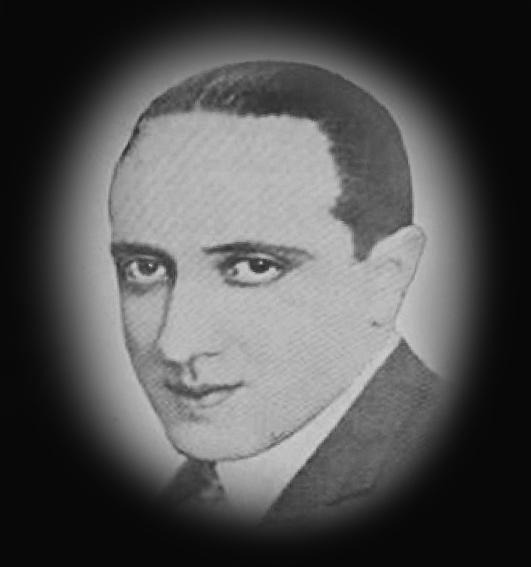
URU Gerardo Matos Rodriguez 1897-1948

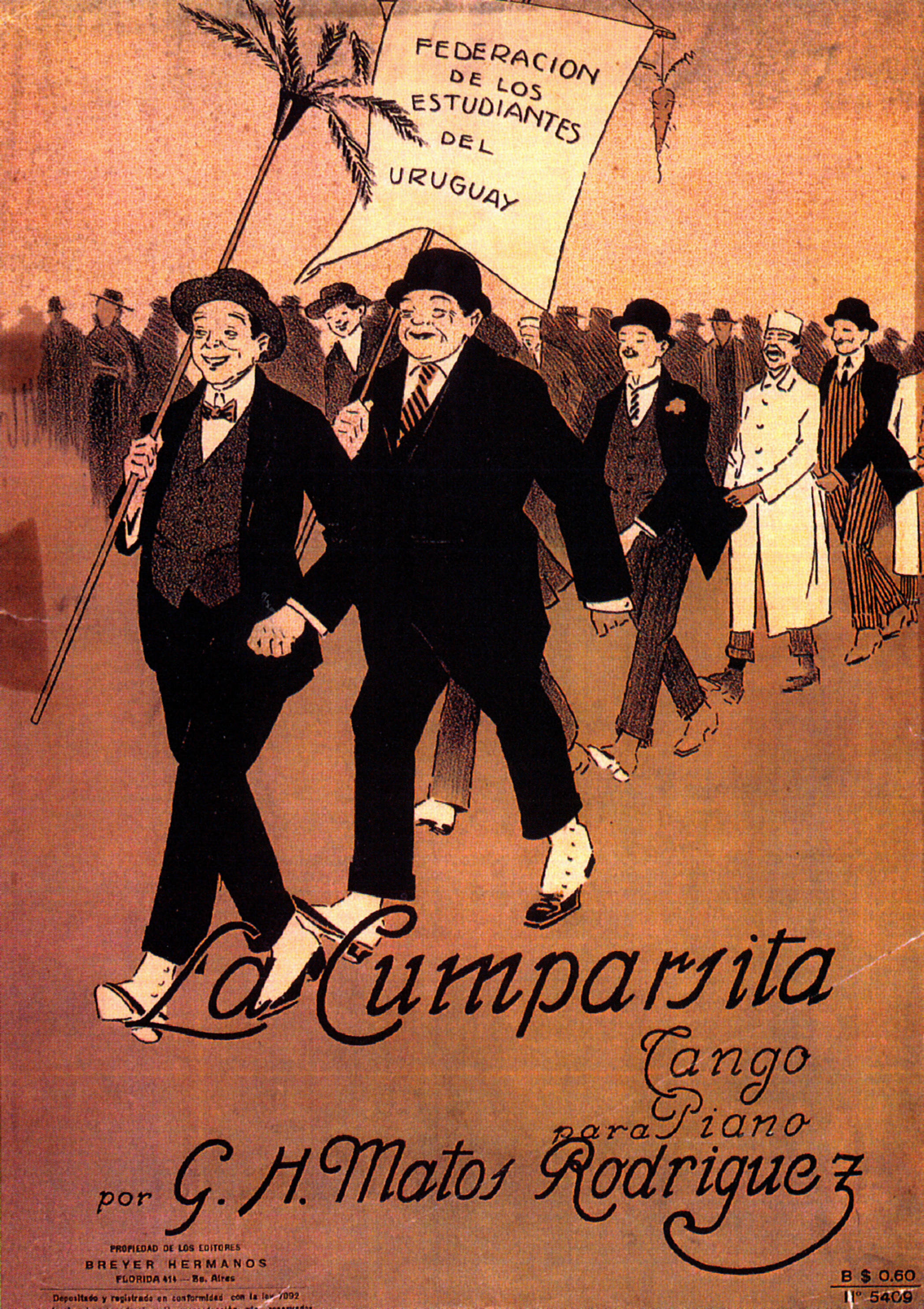

La cumparsita é uma obra musical criada pelo músico uruguaio Gerardo Matos Rodríguez (1897-1948). É considerado o  tango mais difundido pelo mundo. Está entre  as dez musicas mais tocadas mundialmente junto com "Garota de Ipanema" e outras . Por decreto presidencial de 2 de fevereiro de 1998, é o hino popular e cultural do Uruguai. Na Argentina também é um dos tangos mais escutados.

## História
A canção era originalmente uma marcha, cuja melodia foi composta no início de 1916 por um estudante de arquitectura de Montevideo, um homem de 18 anos chamado Gerardo Hernán "Becho" Matos Rodríguez, filho do proprietário da discoteca Moulin Rouge de Montevideo, Emilio Matos. A 8 de Fevereiro de 1916, Matos Rodríguez mandou o seu amigo Manuel Barca mostrar a folha de música ao líder de orquestra Roberto Firpo no café chamado La Giralda. Firpo olhou para a música e rapidamente determinou que a conseguiria transformar num tango. Tal como lhe foi apresentada, tinha duas secções; Firpo acrescentou uma terceira parte retirada dos seus próprios tangos pouco conhecidos "La gaucha Manuela" e "Curda completa", e também utilizou uma parte da canção "Miserere" de Giuseppe Verdi, da ópera Il trovatore.
Firpo gravou a canção em Novembro de 1916 para a Odeon Records: Odeon release número 483 . Utilizou o estúdio de gravação de Max Glücksmann em Buenos Aires, e empregou dois violinistas, um bandoneonista (Juan Bautista "Bachicha" Deambrogio), e um flautista para se juntar a ele como líder de banda ao piano . A canção foi premida como o lado B de um lançamento de 78 rpm, e teve apenas um modesto sucesso, desvanecendo-se em familiaridade após vários anos.
A letra da canção foi escrita pelo argentino Pascual Contursi em 1924, e logo se tornou um sucesso. Esta versão da canção é considerada a canção de tango mais conhecida no mundo, seguida de perto por "El Choclo". Contursi gravou a canção sob o título "Si supieras" ("Se soubesse"). Vivendo em Paris nessa altura, Matos Rodríguez descobriu, que a canção era um grande êxito, quando falou com o violinista e líder da orquestra de tango uruguaia Francisco Canaro, que tocava a melodia nos compromissos de Paris como "Si supieras". Canaro disse a Matos Rodríguez que a canção era "toda a fúria de todas as orquestras". Matos Rodríguez passou as duas décadas seguintes em várias batalhas da corte sobre os direitos de autor, e finalmente conseguiu assegurar que "La cumparsita" fosse restabelecida como o título da canção. No entanto, a letra de Contursi tornou-se intimamente associada à canção.
Canaro formulou um acordo vinculativo em 1948, um acordo que poria fim aos processos judiciais. Ele determinou que 20% de todos os direitos de autor iriam para as propriedades do letrista Contursi e do seu parceiro de negócios Enrique P. Maroni. Os outros 80 por cento dos direitos de gravação iriam para a propriedade de Matos Rodríguez. Canaro estabeleceu que as futuras gravações de partituras mostrariam as letras de Contursi para além das menos conhecidas escritas por Matos Rodríguez, e nenhuma outra letra.